# Ouragan Delta
Pour les articles homonymes, voir Cyclone tropical Delta.
L’ouragan Delta est le 26e cyclone tropical, le 25e nommé, le 9e à atteindre le seuil d'ouragan et le 3e celui d'ouragan majeur de la saison 2020 dans l'océan Atlantique. C'est également la 25e tempête la plus hâtivement nommée dans le bassin de l'Atlantique nord, devançant la tempête tropicale Gamma de 2005 de 41 jours et le second ouragan à frapper le sud-ouest de la Louisiane en moins de 2 mois. Delta est aussi devenu la dixième tempête nommée à toucher la côte aux États-Unis en 2020, soit le plus grand nombre en une seule saison de l'Atlantique enregistrée, dépassant le record précédent de 9 en 1916. De plus, il était la quatrième tempête nommée à toucher la Louisiane en 2020, à égalité avec le record de 2002,,.
Provenant d'une onde tropicale détectée au large des Petites Antilles le 30 septembre, Delta s'est organisé en entrant dans la mer des Caraïbes pour devenir une dépression tropicale le 4 octobre. Son intensification subséquente fut rapide, passant de tempête tropicale à ouragan de catégorie 4 en deux jours. Il toucha ensuite la pointe de la péninsule du Yucatán à la catégorie 2, ayant perdu de sa force à cause de la friction, moins d'une semaine après tempête tropicale Gamma.
Après la traversée de la péninsule, l'ouragan a débouché dans le golfe du Mexique affaibli mais reprit de la vigueur pour atteindre à nouveau la catégorie 3 en se dirigeant vers la Louisiane. Delta en toucha la côte à la catégorie 2 près de Creole (Louisiane) le 9 octobre, la même région que l'ouragan de catégorie 3 Laura frappa durement le 27 août précédent. Une fois entré dans les terres, Delta perdit rapidement de son intensité pour retomber à tempête tropicale durant la nuit suivante, dépression tropicale le lendemain matin en se déplaçant vers le nord-est. Le système est finalement devenu une dépression post-tropicale tard en après-midi du 10 octobre en passant sur le nord du Mississippi. Cette dernière passa sur la Caroline du Nord le 12 et fut absorbée par une dépression des latitudes moyennes passant au large de la côte Est des États-Unis et du Canada.
Delta causa d'importants dégâts au Yucatán sans aucun décès direct mais deux indirects. Il a fait de même dans le Sud des États-Unis, en particulier en Louisiane, avec 4 morts indirects. La plupart des dommages furent causés par les inondations dues à la pluie et l'onde de tempête. Quatorze faibles tornades ont aussi été rapportées, surtout durant la période post-tropicale.

## Évolution météorologique

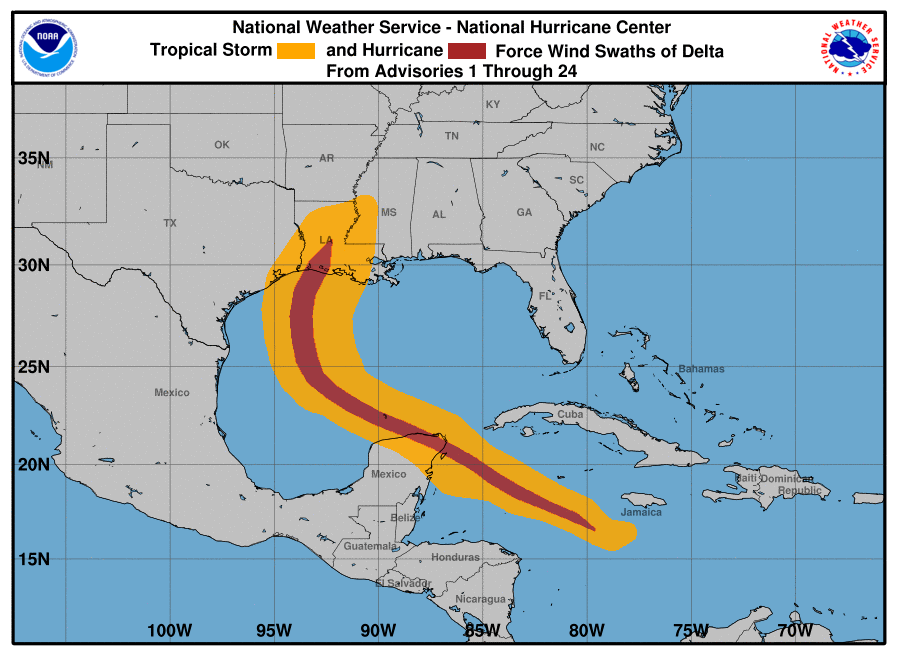
Corridor de vent de tempête (orange) et d'ouragan (rouge) le long de la trajectoire de l'ouragan.

Le soir du 30 septembre, le NHC a commencé à suivre une onde tropicale au large des Petites Antilles. Celle-ci a pénétré ensuite dans la mer des Caraïbes qu'elle a traversé vers l'ouest tout en s'organisant. Tard le 3 octobre, l'onde était sur la partie centrale du bassin et la probabilité de développement d'un système tropical dans les 5 jours était passée à plus de 50 %.
À 21 h UTC, le 4 octobre, le NHC émit son premier avis concernant le cyclone tropical potentiel Vingt-Six, l'onde tropicale étant associée à une zone de basse pression située à 145 km au sud de Kingston, en Jamaïque. Plusieurs alertes concernant cette zone de temps perturbé furent alors émises. Une veille d'ouragan a été émise pour les provinces de Pinar del Río et d'Artemisa, à Cuba, ainsi que pour l'Île de la Jeunesse, une alerte de tempête tropicale fut émise pour l'entièreté des Îles Caïmans et finalement, une veille de tempête tropicale fut émise pour la Province de La Havane, également à Cuba.

Intensification record les 5 et 6 octobre. on peut voir aussi la dépression résiduelle Gamma.

À 3 h UTC, le 5 octobre, le NHC établit que la zone de temps perturbé était suffisamment organisée pour la classer en tant que dépression tropicale, alors qu'elle était située à 125 km au sud de Kingston. À 12 h UTC, le système fut rehaussé au niveau de tempête tropicale et nommé Delta ({\displaystyle \delta }) à environ 200 km au sud de Negril, Jamaïque. Les conditions étaient très favorables à son développement rapide, en particulier les températures de 30 °C de la mer des Caraïbes et le faible cisaillement des vents.
À minuit UTC, le 6 octobre, à l'aide des données recueillies par un avion de reconnaissance, le NHC établit que Delta avait atteint le statut d'ouragan de catégorie un, alors qu'il se trouvait à 245 km au sud-sud-ouest de Negril, Jamaïque. À 9 h UTC, Gamma poursuivait son intensification rapide de 50 nœuds (93 km/h) en 24 heures, atteignant la catégorie 2 de l'échelle de Saffir-Simpson à 200 km au sud de Grand Cayman. Six heures plus tard, Delta atteignit la catégorie 3, devenant le troisième ouragan majeur de la saison 2020, ainsi que le cyclone le plus intense nommé par une lettre grecque, alors qu'il se trouvait à 190 km au sud-ouest de Grand Cayman. À peine vingt minutes plus tard, à 15 h 20 UTC, le NHC reçut le rapport d'un avion de reconnaissance établissant des vents de surface soutenus de 215 km/h, faisant de Delta un puissant ouragan de catégorie 4. C'était à ce moment un ouragan compact avec son œil faisait à peine 5 milles marins (9,3 km) en diamètre et ses vents de tempête s'étendant seulement jusqu'à 150 km du centre.

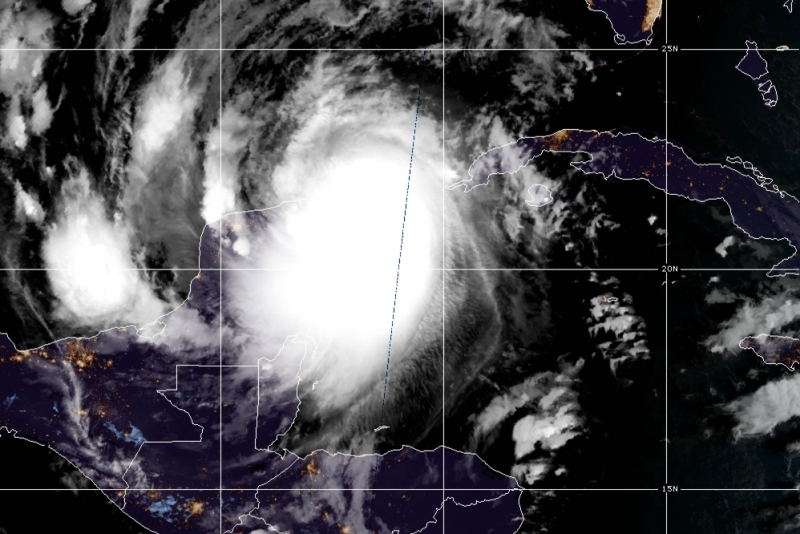
Delta passant sur le Yucatán.

L'ouragan a continué de s'intensifier au cours des heures suivantes, atteignant des vents de 230 km/h, le NHC ne notant pas de remplacement du mur de l'œil, alors que le système se dirigeait à 28 km/h vers la péninsule du Yucatán. Cependant, en approchant des terres, il a perdu de son intensité à cause de la friction et d'une augmentation du cisaillement des vents. À 10 h 30 UTC le 7 octobre, Delta a touché la côte du Mexique près de Puerto Morelos à la catégorie 2 avec des vents estimés de 175 km/h. Il est ressorti dans le golfe du Mexique vers 16 h UTC entre Progresso et Río Lagartos et ses vents étaient encore de 155 km/h. À 21 h UTC, Delta est retombé à la catégorie 1 à une centaine de kilomètres au nord de la côte selon le rapport d'un avion de reconnaissance.

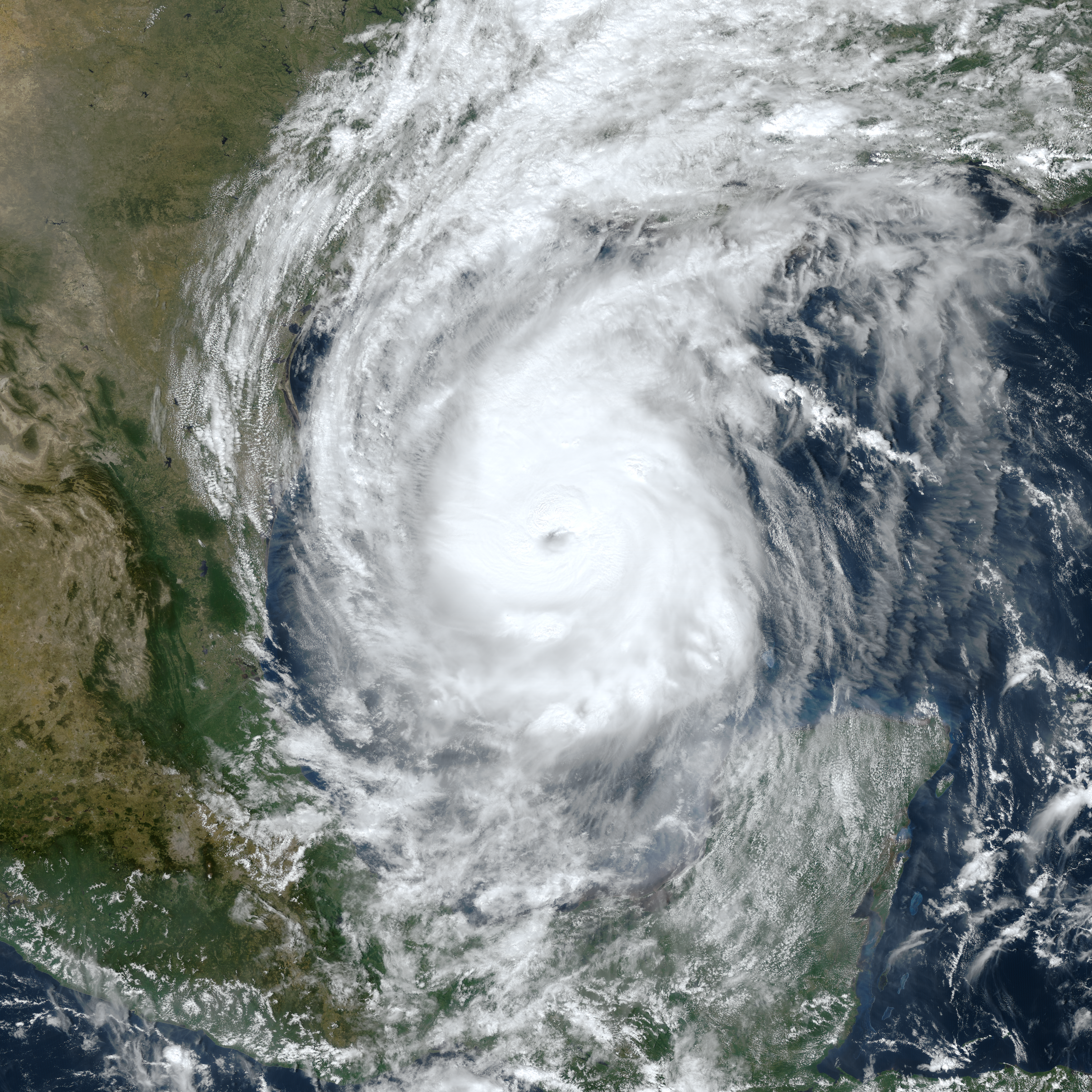
Delta de retour à la catégorie 3 le 8 octobre, son œil très apparent.

Au cours de la nuit suivante, l'ouragan a repris son développement et tôt le matin du 8, il était redevenu de catégorie 2 au milieu du golfe. À 21 h UTC, Delta a regagné la catégorie 3 à 555 km au sud de Cameron (Louisiane) alors que les conditions était encore favorables à un développement. Les vents de tempête tropicale (65 km/h) s'étendaient jusqu'à 260 km du centre, ses nuages et précipitations encore plus loin.
Tôt le matin du 9 septembre, l'ouragan ne montrait aucun signe de faiblir avec des vents soutenus de 195 km/h à 250 km au sud de la côte louisianaise mais il commençait à subir un cisaillement des vents en altitude. Sa trajectoire visait la même région que l'ouragan Laura le 27 août précédent et ses bandes externes l'affectaient déjà. À 18 h UTC, Delta est retombé à la catégorie 2 à 130 km au sud de Cameron. À 23 h UTC (18 h locales), le centre de l'ouragan a touché la côte près de Creole (Louisiane) avec des vents soutenus de 155 km/h, soit à quelques kilomètres près de l'endroit que frappa l'ouragan Laura le 27 août.
Aussitôt entré dans les terres et se dirigeant vers le nord-nord-est, Delta commença à faiblir pour retomber à tempête tropicale la nuit du 9 au 10 octobre à 25 km à l'est-sud-est d'Alexandria (Louisiane). Le matin, le système est entré dans le centre-ouest du Mississippi où il est redescendu à dépression tropicale en mi-journée et le NHC a passé la main au Weather Prediction Center (WPC) pour la suite. En fin d'après-midi, la dépression était déclarée post-tropicale ayant développé une système frontal et dans son secteur chaud une ligne de grains causait des dommages par le vent et quelques tornades en Alabama et en Géorgie,.
À 3 h UTC le 12 octobre, le WPC a émis son dernier bulletin alors que l'ex-Delta était dans l'extrême nord de la Géorgie. Le système avait cessé d'être une menace et devait se dissiper dans les 12 heures suivantes en Caroline du Nord, absorbé par une dépression côtière.

## Préparatifs
Les îles Caïmans et l'ouest de Cuba furent mis en alerte cyclonique et d'onde de tempête dès le 4 octobre. Le lendemain, les avertissements furent étendus à la pointe de la péninsule du Yucatán. En fin de matinée 7 octobre, les premières veilles et alertes cycloniques furent émises pour la côte allant de l'est du Texas au Mississippi.
Dans les îles Caïmans, toutes les écoles publiques furent fermées dès le 5 octobre car même les bandes nuageuses externes associées à Delta devaient produire des vents violents et des inondations aux îles. Tous les bureaux du gouvernement furent fermés, alors que les activités et les services publics furent annulés en après-midi. Les abris paracycloniques furent ouverts, le gouvernement ayant mis en place un protocole d'isolement approprié à la pandémie de Covid-19 pour les personnes infectées par le virus. Cayman Airways a signalé l'annulation de ses vols.
À Cuba, les autorités ont organisé l’évacuation de 22 500 habitants de la province de Pinar del Rio, la plus exposée au cyclone Delta et il a fallu protéger 30 000 tonnes de feuilles de tabac récoltées et les plants cultivés dans 241 serres.
Au Mexique, de nombreuses communautés étaient encore touchées par les restes de la tempête tropicale Gamma qui a causé six morts et laissé des milliers de personnes sans abri,. Le président Andrés Manuel López Obrador a annoncé le 6 octobre que l'amiral José Rafael Ojeda Durán, secrétaire de la Marine, et Laura Velázquez, coordonnatrice nationale de la protection civile, se rendaient au Quintana Roo pour aider aux préparatifs. Le gouvernement fédéral a également communiqué avec le gouverneur de l'État, depuis la veille. En outre, le président a annoncé le 6 octobre l'activation du plan d'urgence DN-III-E et la mobilisation de 5 000 soldats pour aider à l'évacuation vers les abris. Plus de 4 000 personnes, y compris des touristes et des résidents, ont été évacuées de l'île de Holbox dans la région la directement visée par l'ouragan. Sept des 59 refuges qui existent dans la municipalité de Lázaro Cárdenas et d'une capacité de 1 800 personnes ont été activés. Un total de 41 000 touristes ont été évacués de l'État de Quintana Roo où une alerte rouge a été déclarée. De nombreux hôtels et sites archéologiques de la péninsule du Yucatan ont été fermés, y compris les sites historiques très fréquentés de Chichen Itzá et Tulum pour une seconde fois en une semaine.
Dans le golfe du Mexique, les sociétés de forage pétrolier de BP et BHP Billiton ont commencé à évacuer le personnel non essentiel de leurs plates-formes offshore dès le 5 octobre. BHP prévoyait également arrêter la production à ses installations avant le 7 octobre.
Le 6 octobre, le gouverneur de la Louisiane, John Bel Edwards, a déclaré l'état d'urgence en prévision de l'ouragan Delta qui devait frapper directement l'État selon la projection du National Hurricane Center. Quatre autres cyclones avait touché la Louisiane auparavant dans la saison, soit Cristobal, Laura, Marco et Beta. Les touristes et les visiteurs ont reçu l'ordre de quitter les îles barrières de l'Alabama à partir du 6 octobre.
Le 7 octobre, le gouverneur de la Louisiane s'est entretenu avec le président des États-Unis, Donald Trump, qui a accepté de signer une déclaration de catastrophe pour tout l'État avant l'arrivée de la tempête. Différents événements sportifs furent annulés ou déplacés en Louisiane et dans les États voisins. Les autorités ont appelé les habitants de Lake Charles et des environs à évacuer, car directement sur la trajectoire de l'ouragan, alors que 2 400 membres de la Garde nationale ont été mobilisés pour venir en aide à la population. Le gouverneur a mis en garde que Delta pourrait balayer les nombreux débris jonchant encore la région après le passage de l'ouragan Laura un mois et demi plus tôt, les transformant en missiles.

## Impact

### Bilan humain et matériel
| État       | Décès directs | Décès indirects | Dommages ($US)  |
| ---------- | ------------- | --------------- | --------------- |
| Mexique    | 0             | 2               | >100 millions   |
| États-Unis | 0             | 4               | 4 milliards     |
| Total      | 0             | 6               | 4 à 5 milliards |
| Total      | 6             |                 | 4 à 5 milliards |

Au Mexique, avant l'arrivée de l'ouragan, un homme de 65 ans à Tizimin, Yucatán, a perdu la vie après être tombé du second étage de sa maison en la préparant pour la tempête. Les autorités ne rapportait pas de victimes durant la tempête mais après on passage, une femme s'est électrocutée à Merida en touchant un poteau d'éclairage alors que le sol était recouvert d'eau de pluie.
Aux États-Unis, le gouverneur rapportait un mort indirect en Louisiane le 11 octobre, soit un homme de 86 ans de la paroisse de Saint-Martin qui est décédé dans un incendie qui s'est déclaré alors qu'il remplissait d'essence un générateur dans un hangar après la tempête. Une femme de 70 ans de la paroisse de l'Ibérie est aussi décédée dans un incendie probablement causé par une fuite de gaz naturel causés par l'ouragan Delta.
À Destin (Floride), un touriste de 19 ans s'est noyé, tandis qu'un autre a été sauvé après avoir ont été pris dans un courant d'arrachement produit indirectement par l'ouragan Delta. Une autre noyade s'est produite à Pensacola où un homme de 49 ans s'est noyé dans des circonstances similaires.
Une première estimation publiée le 14 octobre par des groupes d'assureurs, dont CoreLogic, chiffrait les dommages assurés entre 1,5 et 2,7 milliards $US. AU mois de novembre, l'entreprise de réassurance Aon estimait que les dégâts causé par Delta s'élevaient à 4 milliards $US aux États-Unis et quelques centaines de millions $US au Mexique.

### Antilles
L'onde tropicale qui a produit Delta a donné de la pluie et des vents forts dans les Petites Antilles, à Porto Rico et Hispaniola. Le passage de l'ouragan sur le canal du Yucatán a donné des rafales de 70 km/h à la Bajada, à l’extrême ouest de Cuba, et il est également tombé de la pluie avec un maximum de 84 mm sur l’île de la Jeunesse. Aux îles Caïmans, les médias locaux ont rapporté que l'île fut épargnée par le pire de la tempête mais que les plages et les zones côtières ont subi des vagues énormes et l'onde de tempête.

### Mexique
Une rafale de vent de 175 km/h a été signalée à Puerto Morelos où l'ouragan a touché terre et Cancún a enregistré des rafales de 171 km/h,.
Le passage de l'ouragan a provoqué des pannes d'électricité et abattu des arbres sur l'est de la péninsule du Yucatán, en particulier aux stations balnéaires de Cancún et Cozumel,. De nombreux quais ont été détruits en raison de l'onde de tempête et plusieurs bâtiments près de la côte ont également été détruits. Environ 266 000 clients ont perdu l'électricité au plus fort de la tempête. Un peu partout sur la péninsule, les inondations ont surpris de nombreux automobilistes qui ont dû être secourus et de nombreuses maisons furent envahies par les eaux,.

### États-Unis

#### Louisiane et Texas

Boucle d'images du radar météorologique lorsque Delta toucha la côte.

À 21 h UTC le 9 octobre, des rafales de 126 km/h étaient rapportées sur la côte à Texas Point et la station de Calcasieu Pass du National Ocean Service (NOA), près de Cameron (Louisiane), signalait une rafale de 104 km/h. Une jauge de niveau d'eau (limnimètre) du NOA a noté une surcote par l'onde de tempête de plus de 7 pieds (2,1 m) une heure plus tard, en même temps que le mur de l'œil touchait la côte. Au moment de toucher la côte à 23 h UTC, une station près Lake Arthur (Louisiane) a rapporté des vents soutenus de 123 km/h avec des rafales à 154 km/h et le niveau d'inondation atteignait 8 pieds (2,4 m).
Le 10 octobre, plus de 700 000 clients perdirent le courant électrique au Texas, en Louisiane et au Mississippi, dont plus de 586 000 en Louisiane. Le total en Louisiane fut rehaussé selon les autorités à près de 690 000, plus qu'avec l'ouragan Laura. Delta a ravagé les mêmes régions que Laura un mois et demi plus tôt, touchant les mêmes bâtiments et infrastructures qui étaient toujours en réparation. Les dégâts s'étendait aussi loin à l'ouest que Galveston, au Texas, à environ 160 kilomètres de l'endroit où la tempête a touché la côte. Les dunes de plage qui furent aplaties par les tempêtes précédentes ont permis à l'onde de tempête d'atteindre des maisons sur pilotis même à Galveston.
La plupart de ses dégâts sont attribuables à la pluie alors qu'il est tombé plus de 15 pouces (381 mm) sur Lake Charles en deux jours et plus de 254 mm à Baton Rouge. Les paroisses du sud-ouest de la Louisiane, telles que Cameron, Jefferson Davis, Vermilion et Acadia, ont été les plus durement touchées. Selon le maire de Lake Charles, bien que Delta ait été plus faible que Laura, il a provoqué beaucoup plus d'inondations. Il a estimé que des centaines de maisons déjà endommagées étaient envahies par l'eau, rendant le retour à la normale très longue.
Plus de 9 400 personnes étaient hébergées par l'État après le passage de Delta, dont seulement 935 à cause de ce dernier ouragan selon le gouverneur Edwards, les autres étaient toujours sinistrés de Laura.
Environ 92 % de la production pétrolière dans le golfe du Mexique a été interrompue ce qui a paralysé l'industrie pétrolière de la région. Le Bureau of Safety and Environmental Enforcement a déclaré que sept plates-formes et 274 plates-formes devaient être évacuées lorsque Delta a frappé la côte sud-ouest de la Louisiane. Quelque 62 pour cent de la production de gaz naturel ont également été arrêtés dans le Golfe.

#### Mississippi, Alabama, Géorgie

Boucle des images radars de la ligne orageuses en après-midi du 10.

Au Mississippi, Delta a abattu de nombreux arbres et 95 700 clients ont perdu de l'électricité. Les principales autoroutes telles que la US Route 61, la US Route 84 et la US Route 51 furent fermées en raison de l'abattage d'arbres et de débris. L'un des arbres est tombé sur un véhicule de presse à Jackson mais personne n'a été gravement blessé. Une rafale de 54 milles par heure (87 km/h) a été rapporté dans la région métropolitaine mais les dommages furent assez minimes, surtout des pannes de courant, quelques arbres abattus et un feu de signalisation endommagé. À Natchez, une maison a été détruite par un grand arbre abattu et plusieurs maisons, appartements et commerces ont été endommagés.
En Alabama, le service météorologique a confirmé qu'une brève tornade de force EF-0 s'est abattue dans le sud du comté de Mobile le 10 octobre à 5 h 1 locales (vents estimés de 100 à 120 km/h). Elle a endommagé certains arbres mais n'a fait aucun blessé. Une autre tornade de force EF-0 a été rapportée dans le nord-est en soirée.
Le 10 octobre, une ligne de grains a généré 8 tornades dans le nord-ouest de la Géorgie, une d'elles a blessé deux personnes et une autre, dans la région métropolitaine d'Atlanta, a endommagé un refuge de sans-abris, blessant une personne et déplaçant 30 autres,. Le lendemain, les accumulations de pluie avaient dépassé 100 mm dans la région métropolitaine d'Atlanta avec la tempête et plus de 5 000 personnes avait perdu le courant. C'est près de 3 000 autres qui perdirent l'électricité dans le reste de la Géorgie et en Caroline du Sud.
À Lilburn, en Géorgie, un train a déraillé après les fortes pluies. Les pompiers ont retrouvé le train sur le côté, avec 38 wagons déraillés dont certains en feu. L'ingénieur et le chef de train ont été transportés à l'hôpital avec des blessures mineures selon les services d'incendie et d'urgence du comté de Gwinnett.

#### Ailleurs
Les prix du pétrole devaient augmenter après la fermeture de l'industrie de l'énergie dans le golfe du Mexique le 8 octobre. La houle cyclonique a affecté toute la côte américaine du golfe du Mexique, causant de grosses vagues et des zones de courant d'arrachement jusqu'en Floride à l'Est et l'embouchure du fleuve Rio Grande à l'Ouest,.
La dépression post-tropicale Delta a continué de donner de fortes pluies dans la vallée du Tennessee, les Carolines et le sud du Mid-Atlantic, causant des crues soudaines dans certaines vallées encaissées des Appalaches. Quatre faibles tornades (EF-0 et EF-1) ont été rapportées dans les Carolines le 11 octobre, causant des bris d'arbres et certains dommages aux structures et bâtiments.

## Statistiques
Delta est l'ouragan de l'Atlantique le plus intense à recevoir un nom grec. C'est également la 25e tempête la plus hâtivement nommée dans le bassin de l'Atlantique nord, devançant la tempête tropicale Gamma de 2005 de 41 jours.
Il s'est rapidement intensifié d'une dépression tropicale de 55 km/h à un ouragan de catégorie 4 de 230 km/h en vingt-quatre heures, soit l'intensification la plus explosive observée dans le bassin atlantique depuis l'ouragan Wilma en 2005. De plus, Delta fut le plus fort ouragan à se former dans les Caraïbes occidentales, entre la Jamaïque et la péninsule du Yucatán, depuis Paloma en 2008.

## Aide
Selon le maire de Lake Charles, l'Agence fédérale de gestion des urgences (FEMA) avait précédemment promis de fournir à la mi-doctobre des logements alternatifs aux résidents dont les maisons ont été détruites par Laura et l'agence a déclaré que ce sera toujours le cas après Delta. Cependant, le montant de l'aide financière que cette ville de 78 000 habitants recevra du gouvernement fédéral restait incertain au 11 octobre, mais l'aide publique dans les zones sinistrées couvre généralement 75 % des dépenses.
La Croix-Rouge américaine était sur le terrain depuis l'ouragan Laura à fournir des logements d'urgence, des fournitures de secours et des soins médicaux selon les besoins. Americares, qui dispose d'une pharmacie d'urgence, était prête à aider les centres de santé pour les sinistrés. Direct Relief apportait une aide médicale au besoin aux communautés touchées par la tempête. Mercy Chefs a déployé ses équipes pour nourrir les déplacés en Louisiane. L'Armée du Salut est sur le terrain pour fournir alimentation, hébergement, les soins émotionnels et spirituels, ainsi que des services à long terme tels que le loyer et l'aide aux services publics.